# Aurelius Optatus
Aurelius Optatus (sein Praenomen ist nicht bekannt) war ein im 3. Jahrhundert n. Chr. lebender Angehöriger des römischen Ritterstandes (Eques).
Durch eine Weihinschrift, die beim Kastell Camboglanna gefunden wurde und die auf 171/300 datiert wird, ist belegt, dass Optatus Präfekt der Cohors II Tungrorum milliaria equitata c l war, die in der Provinz Britannia stationiert war.